# Бела Ревес
Бела Ревес (угор. Révész Béla, нар. 6 лютого 1887, Будапешт — пом. 21 липня 1939) — угорський футболіст, що грав на позиції захисника. Після завершення кар'єри гравця — тренер. 5-разовий чемпіон Угорщини у складі клубу МТК (4 рази як гравець і 1 раз як тренер). 

## Кар'єра гравця
З 1904 по 1917 рік виступав у складі столичної команди МТК. Протягом цього періоду став з командою 4-разовим чемпіоном Угорщини і 4-разовим володарем Кубка країни. У фіналі Кубка 1910 відзначився забитим голом у ворота БТК (3:1). 
29 травня 1909 року дебютував в офіційних матчах у складі національної збірної Угорщини в грі проти збірної Німеччини (2:4). Загалом зіграв у складі головної команди країни 8 матчів. Був у заявці збірної на Олімпійських іграх 1912 року, але на поле не виходив. 

## Кар'єра тренера
Тренував італійські і угорські команди. Найвищим досягненням Ревеса у ролі тренера стала перемога з рідним МТК (на той момент змінив назву на «Хунгарія») у чемпіонаті Угорщини 1928–29 року. 

## Досягнення
Як гравець
- Чемпіон Угорщини: 1904, 1907–08, 1913–14, 1916–17
- Володар Кубка Угорщини: 1910, 1911, 1912, 1914

Як тренер
- Чемпіон Угорщини: 1928–29

## Виступи за збірну
| Дата       | Місто         | Господарі | Результат | Гості    | Турнір           | Голи | Примітки |
| ---------- | ------------- | --------- | --------- | -------- | ---------------- | ---- | -------- |
| 29.05.1909 | Будапешт      | Угорщина  | 2 – 4     | Англія   | товариський матч | -    |          |
| 01.05.1910 | Відень        | Австрія   | 2 – 1     | Угорщина | товариський матч | -    |          |
| 01.01.1911 | Мезонз-Альфор | Франція   | 0 – 3     | Угорщина | товариський матч | -    |          |
| 06.01.1911 | Мілан         | Італія    | 0 – 1     | Угорщина | товариський матч | -    |          |
| 08.01.1911 | Цюрих         | Швейцарія | 2 – 0     | Угорщина | товариський матч | -    |          |
| 20.06.1912 | Гетеборг      | Швеція    | 2 – 2     | Угорщина | товариський матч | -    |          |
| 12.07.1912 | Москва        | Росія     | 0 – 9     | Угорщина | товариський матч | -    |          |
| 30.05.1915 | Відень        | Австрія   | 1 – 2     | Угорщина | товариський матч | -    |          |
| Усього     |               | Матчів    | 8         |          | Голів            | 0    |          |